# Rear admiral (Australie)
Pour les articles homonymes, voir Contre-amiral.
Rear admiral (en français : « contre-amiral »), abrégé RADM, est le troisième grade le plus élevé de la Royal Australian Navy. Il s'agit d'un grade deux étoiles, créé comme un équivalent direct du grade britannique de contre-amiral.
Le contre-amiral a un grade supérieur à celui de commodore, mais inférieur à celui de vice-amiral. Le contre-amiral est l'équivalent du vice-maréchal de l'air dans la Royal Australian Air Force et du major général dans l'Australian Army.
Depuis le milieu des années 1990, l'insigne d'un vice-amiral de la Royal Australian Navy est la couronne de Saint-Édouard au-dessus d'un sabre croisé et d'un bâton, au-dessus de deux étoiles d'argent, surplombé du mot « AUSTRALIA ». Les étoiles ont huit points comme dans l'insigne équivalent de la Royal Navy. Avant 1995, l'épaulette de la RAN était identique à l'épaulette britannique. L'épaulette britannique a cependant changé en 2001.
Le contre-amiral Robyn Walker devint la première femme amiral de la marine australienne lorsqu'elle fut nommée Surgeon-General des forces de défense australiennes le 16 décembre 2011.